# Playboybunnies
Playboybunnies ist ein Lied des deutschen Rappers Jazeek aus dem Jahr 2024, in Zusammenarbeit mit dem deutschen Rapper Luciano und dem deutschen Produzentenduo Miksu/Macloud.

## Entstehung und Veröffentlichung
Geschrieben wurde das Lied von den beteiligten Interpreten Joshua Allery (Miksu), Laurin Auth (Macloud), Patrick Großmann (Luciano) und Jacek Savic (Jazeek) selbst, zusammen mit den Koautoren Oliver Krüger und Dominik Patrzek (Deats). Deats und das Produzentenduo Miksu/Macloud zeichneten zudem auch für die Produktion verantwortlich.
Die Erstveröffentlichung von Playboybunnies erfolgte als Single am 4. Oktober 2024 bei Ninetynine Music. Diese erschien als digitaler Einzeltrack zum Download und Streaming. Am 28. März 2025 erschien das Lied als Teil von Jazeeks dritten Studioalbum Most Valuable Playa (Katalognummer: 0602475973119), dessen vierte Singleauskopplung es ist.

## Musikvideo
Das dazugehörige Musikvideo entstand unter der Regie von Lucca Mille und feierte seine Premiere am Tag der Singleveröffentlichung auf der Videoplattform YouTube. Bis August 2025 zählte es über 1,6 Millionen Aufrufe auf der Videoplattform.

## Chartplatzierungen
| ChartsChartplatzierungen | Höchstplatzierung | Wochen |
| ------------------------ | ----------------- | ------ |
| Deutschland (GfK)        | 3 (20 Wo.)        | 20     |
| Österreich (Ö3)          | 5 (14 Wo.)        | 14     |
| Schweiz (IFPI)           | 3 (14 Wo.)        | 14     |